# BC Brno
El BC Brno (en inglés: Basketball Club Brno / en checo: Basketbalový Klub Brno), también conocido como JBC MMCITÉ Brno por motivos de patrocinio, es un club de baloncesto profesional de la ciudad de Brno, que milita en la Kooperativa NBL, la máxima categoría del baloncesto checo. Disputa sus partidos en el Městská hala míčových sportů, con capacidad para 3100 espectadores.

## Nombres
Sokol Brno I
(1926–1945)
Spartak ZJŠ Brno
(1945–1976)
Spartak-Zbrojovka Brno
(1976–1977)
Zbrojovka Brno
(1977-1991) 
 BVC Bioveta Ivanovice na Hane
(1991–1992) 
 Bioveta COOP Banka Brno
 (1992-95) 
 Stavex Brno
 (1995-98) 
 Draci Brno
 (1998-99) 
 BC BVV ŽS Brno
 (1999-03) 
 A plus ŽS Brno BC
 (2003-08) 
 BC Brno
 (2009-2013) 
 JBC MMCITÉ Brno 
 (2013-presente)

## Posiciones en Liga
- 2011 (12-1.Liga)
- 2012 (12-1.Liga)
- 2013 (4-1.Liga)
- 2014 (12)
- 2015 (12)
- 2016 (11)

## BC Brno en competiciones europeas
Copa de Europa de baloncesto 1958-59
| 1ª ronda | Spartak ZJŠ Brno | Engelmann Wien   | 96-56 | 69-92 |  |
| 2ª ronda | Lech Poznań      | Spartak ZJŠ Brno | 87-63 | 85-68 |  |

Copa de Europa de baloncesto 1962-63
| 1ª ronda         | Antwerpse              | Spartak ZJŠ Brno | 74-81 | 88-57 |  |
| 2ª ronda         | Helsingin Kisa-Toverit | Spartak ZJŠ Brno | 83-87 | 85-59 |  |
| Cuartos de final | AŠK Olimpija           | Spartak ZJŠ Brno | 86-83 | 79-72 |  |
| Semifinales      | Spartak ZJŠ Brno       | Real Madrid      | 79-60 | 90-67 |  |

Copa de Europa de baloncesto 1963-64
| 1ª ronda         | SK Handelministerium | Spartak ZJŠ Brno | 71-105 | 79-62  |  |
| 2ª ronda         | Maccabi              | Spartak ZJŠ Brno | 60-58  | 96-51  |  |
| Cuartos de final | SC Steaua            | Spartak ZJŠ Brno | 94-92  | 104-75 |  |
| Semifinales      | OKK Beograd          | Spartak ZJŠ Brno | 103-94 | 85-75  |  |
| Final            | Spartak ZJŠ Brno     | Real Madrid      | 110-99 | 84-64  |  |

Copa de Europa de baloncesto 1964-65
| 2ª ronda         | SC Chemie Halle | Spartak ZJŠ Brno | 76-82 | 73-66 |  |
| Cuartos de final | Ignis Varese    | Spartak ZJŠ Brno | 90-84 | 72-67 |  |

Recopa de Europa de baloncesto 1966-67
| 2ª ronda         | BBC Diekirch     | Spartak ZJŠ Brno | 69-94 | 116-101 |  |
| Cuartos de final | Royal IV         | Spartak ZJŠ Brno | 76-88 | 91-69   |  |
| Semifinales      | Spartak ZJŠ Brno | Ignis Varese     | 83-84 | 58-53   |  |

Copa de Europa de baloncesto 1967-68
| 2ª ronda       | Altınordu S.K.    | Spartak ZJŠ Brno | 61-65  | 102-69 |  |
| Fase de grupos | Real Madrid       | Spartak ZJŠ Brno | 85-78  | 113-97 |  |
| Fase de grupos | Spartak ZJŠ Brno  | Antwerp          | 76-67  | 76-67  |  |
| Fase de grupos | Spartak ZJŠ Brno  | Maccabi          | 105-76 | 77-88  |  |
| Semifinales    | Simmenthal Milano | Spartak ZJŠ Brno | 64-63  | 103-86 |  |
| Final          | Spartak ZJŠ Brno  | Real Madrid      | 95-98  |        |  |

Copa de Europa de baloncesto 1968-69
| 2ª ronda       | Dinamo Bucureşti | Spartak ZJŠ Brno  | 100-85 | 96-69  |  |
| Fase de grupos | Oransoda Cantù   | Spartak ZJŠ Brno  | 69-60  | 82-68  |  |
| Fase de grupos | Maccabi          | Spartak ZJŠ Brno  | 88-78  | 75-61  |  |
| Fase de grupos | Spartak ZJŠ Brno | Standard BC Liège | 105-81 | 90-102 |  |
| Semifinales    | CSKA Moscow      | Spartak ZJŠ Brno  | 101-66 | 92-83  |  |

Copa Intercontinental FIBA 1969
| Semifinales | Spartak ZJŠ Brno         | Real Madrid      | 84-77 |  |
| Final       | Akron Goodyear Wingfoots | Spartak ZJŠ Brno | 84-71 |  |

Recopa de Europa de baloncesto 1971-72
| 1ª ronda | Spartak ZJŠ Brno | Arantia Larochette | 111-65 | 85-113 |  |
| 2ª ronda | Spartak ZJŠ Brno | Fides Napoli       | 69-76  | 92-82  |  |

Recopa de Europa de baloncesto 1972-73
| 1ª ronda       | Spartak ZJŠ Brno    | Mounier Wels      | 107-73 | 83-82 |  |
| 2ª ronda       | Olympiacos          | Spartak ZJŠ Brno  | 87-94  | 76-74 |  |
| Fase de grupos | Mobilquattro Milano | Spartak ZJŠ Brno  | 109-83 | 79-75 |  |
| Fase de grupos | Spartak ZJŠ Brno    | Spartak Leningrad | 74-82  | 82-77 |  |

Recopa de Europa de baloncesto 1973-74
| 1ª ronda       | Embassy All Stars      | Spartak ZJŠ Brno | 84-103 | 123-76 |  |
| 2ª ronda       | Royal IV               | Spartak ZJŠ Brno | 94-96  | 114-83 |  |
| Fase de grupos | Spartak ZJŠ Brno       | Steaua București | 96-86  | 77-64  |  |
| Fase de grupos | Estudiantes Monteverde | Spartak ZJŠ Brno | 74-72  | 117-93 |  |
| Semifinales    | Saclà Asti             | Spartak ZJŠ Brno | 86-70  | 88-71  |  |
| Final          | Crvena zvezda          | Spartak ZJŠ Brno | 86-75  |        |  |

Copa de Europa de baloncesto 1976-77
| Fase de grupos               | Partizan                  | Spartak-Zbrojovka Brno | 85-96  | 93-100  |
| Fase de grupos               | Spartak-Zbrojovka Brno    | Al-Gezira              | 20-0   | 0-20    |
| Fase de grupos               | Spartak-Zbrojovka Brno    | Academic               | 82-73  | 76-101  |
| Semifinales (fase de grupos) | Maccabi Elite             | Spartak-Zbrojovka Brno | 20-0   | 76-91   |
| Semifinales (fase de grupos) | Mobilgirgi Varese         | Spartak-Zbrojovka Brno | 110-73 | 77-84   |
| Semifinales (fase de grupos) | Spartak-Zbrojovka Brno    | Real Madrid            | 93-120 | 107-103 |
| Semifinales (fase de grupos) | Spartak-Zbrojovka Brno    | CSKA Moscow            | 81-99  | 106-93  |
| Semifinales (fase de grupos) | Racing Maes Pils Mechelen | Spartak-Zbrojovka Brno | 61-60  | 83-89   |

Copa de Europa de baloncesto 1977-78
| Fase de grupos | Eczacıbaşı           | Zbrojovka Brno | 98-90   | 86-64   |
| Fase de grupos | Zbrojovka Brno       | Alvik          | 110-98  | 88-73   |
| Fase de grupos | Shopping Centre Wien | Zbrojovka Brno | 107-116 | 110-102 |

Copa de Europa de baloncesto 1978-79
| Fase de grupos | Bosna Sarajevo  | Zbrojovka Brno        | 98-90   | 86-64   |
| Fase de grupos | Zbrojovka Brno  | B.C. Partizani Tirana | 110-98  | 88-73   |
| Fase de grupos | AEL Limassol BC | Zbrojovka Brno        | 107-116 | 110-102 |

## Palmarés
- Liga de Checoslovaquia de baloncesto (21): 1945–46, 1947, 1947–48, 1948*, 1948–49, 1949–50, 1950–51, 1951*, 1957–58, 1961–62, 1962–63, 1963–64, 1966–67, 1967–68, 1975–76, 1976–77, 1977–78, 1985–86, 1986–87, 1987–88, 1989–90
- Národní Basketbalová Liga (3): 1993–94, 1994–95, 1995–96